# Hummelinckiella borinquensis
Hummelinckiella borinquensis is een slakkensoort uit de familie van de Siliquariidae. De wetenschappelijke naam van de soort werd in 1999 voor het eerst geldig gepubliceerd door Marien J. Faber en Robert Moolenbeek.